# Javier Corcobado
Javier Corcobado (Fráncfort, Alemania, 30 de julio de 1963) es un músico y escritor español.

## Biografía
Hijo de emigrantes españoles y criado en Madrid, en los años ochenta comienza su carrera con grupos arriesgados como 429 Engaños, con el cual graba una maqueta de mala calidad. Trabajó con Mar Otra Vez, donde graba sus primeros álbumes, ahora material de culto en España y México.[cita requerida] Después estuvo con Demonios tus ojos, con los que graba un disco homónimo. Este grupo fue telonero de Sonic Youth, para después disolverse.
En 1989 saca su primer disco en solitario, Agrio Beso, caracterizado por la experimentación y los toques vanguardistas, así como la canción melódica. En este año edita su primer poemario Chatarra de Sangre y Cielo.
De 1991 a 1995 sacaría cuatro discos con la banda Corcobado y Los Chatarreros de Sangre y Cielo.
Entre noviembre de 2007 y enero de 2009, escribe su tercer libro de poesía, Cartas a una revista pornográfica viuda. Lo inició en Almería, y fue completado luego en Ciudad de México, Madrid y Bilbao. La mayoría de los poemas están compuestos en cafeterías, aviones, trenes, autobuses y parques, asegura el autor en la nota promocional enviada por su editorial.

## Discografía

### Con Mar Otra Vez

#### Larga duración
- Fiesta del diablo y el cerdo / No he olvidado cómo jugar embarrado (1985).
- Edades de óxido (1986).
- Algún paté venenoso (1987).

#### Sencillos
- Abrrr (con Aviador Dro) (1986).
- De belleza (1986).
- Miércoles cercano al infierno (1987).

### Con Demonios tus ojos

#### Larga duración
- Demonios tus ojos (1988).

#### Sencillos
- Corazón roto en 2000 pedazos (1988).

### Con Los Chatarreros de Sangre y Cielo

#### Larga duración
- Tormenta de tormento (1991).
- Ritmo de sangre (1993).
- Arco iris de lágrimas (1995).
- Parole (1995).

#### EP
- Suceso (1991).
- Te estoy queriendo tanto (2012).

#### Sencillos
- Poemas (1989).
- Desde tu herida (1989).
- Puerta de amor (1990).

### En solitario

#### Larga duración
- Agrio beso (1989).
- Boleros enfermos de amor, Vol. 1 (1993).
- Boleros enfermos de amor, Vol. 2 (1996).
- Diminuto cielo (con Manta Ray) (1996).
- Corcobator (1999).
- Fotografiando al corazón (2003).
- Editor de sueños (2006).
- A Nadie (2009).
- Luna que se quiebra sobre la tiniebla de mi soledad (2011).
- Mujer y Victoria (2016).
- Somos Demasiados (2019).

#### Recopilatorios
- Una época de grabaciones accidentales (2002).
- Canciones insolubles (1989-2006) (2007).

## Producciones
- Ebria Danza, El manicomio de las palomas (1992).
- Manta Ray, El crack (Sencillo, 1996).
- Spring, En la arena blanca (1997).
- Esclarecidos, Estoy esperando a mi amor (1997).
- Hermana Mary, Banco amor (1997).
- Ana D, Satélite 99 (1997).

## Poemas y novelas
- Chatarra de sangre y cielo (Poemario, 1990).
- El sudor de la pistola 13 (Poemario, 1996).
- El amor no está en el tiempo (Novela, 2005).
- Yo quisiera ser un perro. Poesía Completa (1991-2007).
- El Gaviero Ediciones, 2007.
- Cartas a una revista pornográfica viuda (2009).
- La música prohibida (2023)